# Выборы в Орловскую областную думу (1994)
Выборы депутатов в Орловскую областную Думу созыва 1994—1998 годов состоялись в Орловской области 20 марта 1994 года в общий день голосования — в этот день также выбирались сельские и поселковые советы, а также городские Думы. Выборы прошли по мажоритарной избирательной системе: все 50 депутатов были избраны по одномандатным округам. Срок полномочий депутатов — четыре года.
На 20 марта 1994 года в области было зарегистрировано 676 955 избирателей. Явка составила 43,22%. В 11-ти одномандатных округах в Орле результаты выборов были отменены из-за низкой явки избирателей и проведены перевыборы в феврале 1995 года. Особенно тяжёлая ситуация с явкой сложилась в Заводском и Советском районах Орла.

## Участники
Правом выдвижения кандидатов в депутаты широко воспользовались группы избирателей, общественные организации, политические партии и движения, население по месту жительства. 
Наиболее активное участие в предвыборной кампании принимали представители:
- Коммунистическая партия Российской Федерации
- ЛДПР — Либерально-демократическая партия России
- Демократическая партия России
- Российский союз молодёжи
- Федерация независимых профсоюзов Орловской области
- Союз женщин России
- «Выбор России»
- Союз предпринимателей

В новый состав Думы вошли работники органов управления, руководители промышленных, сельскохозяйственных и иных предприятий, представители образования, науки, средств массовой информации, здравоохранения.

## Результаты выборов 20 марта 1994 года
|                             | Голоса отменённых участков  | 146 362 | 53.5%  | -        | -            |  |  |
|                             | Независимые кандидаты       | 66 481  | 24.3%  | 17       | новая партия |  |  |
|                             | КПРФ                        | 34 424  | 12.6%  | 12       | ▼ 38         |  |  |
|                             | Против всех                 | 21 320  | 7.79%  | -        | -            |  |  |
|                             | Аграрная партия России      | 3 370   | 1.23%  | 1        | новая партия |  |  |
|                             | Союз женщин России          | 1 696   | 0.62%  | 1        | новая партия |  |  |
| Всего                       | Всего                       | 273 653 | 100,00 | 31 из 50 |              |  |  |
|                             |                             |         |        |          |              |  |  |
| Действительных бюллетеней   | Действительных бюллетеней   | 273 653 | 93.5%  |          |              |  |  |
| Недействительных бюллетеней | Недействительных бюллетеней | 18 557  | 6.34%  |          |              |  |  |
| Всего бюллетеней            | Всего бюллетеней            | 676 955 | 100.00 |          |              |  |  |
| Явка избирателей            | Явка избирателей            | 292 583 | 43.22% |          |              |  |  |

## Результаты перевыборов 28 февраля 1995 года
|                             | КПРФ                        | 11 667  | 25.92% | 18       | ▲ 7          |  |  |
|                             | Независимые кандидаты       | 7 990   | 17.76% | 18       | новая партия |  |  |
|                             | Против всех                 | 7 874   | 17.50% | -        | ▼            |  |  |
|                             | Союз женщин России          | 1 666   | 3.70%  | 2        | ▲ 1          |  |  |
|                             | Аграрная партия России      |         |        | 1        |              |  |  |
| Всего                       | Всего                       | 44 986  | 100,00 | 50 из 50 |              |  |  |
|                             |                             |         |        |          |              |  |  |
| Действительных бюллетеней   | Действительных бюллетеней   | 44 986  | 91.04% |          |              |  |  |
| Недействительных бюллетеней | Недействительных бюллетеней | 4 480   | 8.96%  |          |              |  |  |
| Всего бюллетеней            | Всего бюллетеней            | 152 292 | 100.00 |          |              |  |  |
| Явка избирателей            | Явка избирателей            | 49 996  | 32.83% |          |              |  |  |

## Итоговый состав депутатов
| Округ                              | Округ                       | ФИО                              | Профессия                                                                       | Партия                 | Явка в округе         |
| Город Орёл                         | Город Орёл                  | Город Орёл                       | Город Орёл                                                                      | Город Орёл             | Город Орёл            |
| Железнодорожный район              | Железнодорожный район       | Железнодорожный район            | Железнодорожный район                                                           | Железнодорожный район  | Железнодорожный район |
| ---------------------------------- | --------------------------- | -------------------------------- | ------------------------------------------------------------------------------- | ---------------------- | --------------------- |
|                                    | 1-й Железнодорожного района | Григорьянц, Галина Валентиновна  | Директор школы №4                                                               | Союз женщин России     | 33,30% (перевыборы)   |
|                                    | 2-й Железнодорожного района | Маслова, Валентина Дмитриевна    | Директор магазина АО «Ока»                                                      | Союз женщин России     | 26,27%                |
|                                    | 3-й Железнодорожного района | Новиков, Михаил Иванович         | заместитель начальника локомотивного депо станции «Орёл»                        | КПРФ                   | 26,83%                |
|                                    | 4-й Железнодорожного района | Мац, Станислав Борисович         | директор АО «Завод силикатного кирпича»                                         | -                      | 32,52%                |
|                                    | 5-й Железнодорожного района | Хахичев, Владимир Дмитриевич     | директор Орловского областного центра «Недвижимость»                            | КПРФ                   | 26,60%                |
|                                    | 6-й Железнодорожного района | Щекотихин, Егор Егорович         | пенсионер                                                                       | -                      | 25,04%                |
|                                    | 7-й Железнодорожного района | Давыдова, Нина Александровна     | -                                                                               | -                      | 29,08% (перевыборы)   |
|                                    | 7-й Железнодорожного района | Чиненов, Николай Васильевич      | директор школы-интерната № 2                                                    | КПРФ                   | 29,08% (перевыборы)   |
| Заводской район                    |                             |                                  |                                                                                 |                        |                       |
|                                    | 9-й Заводского района       | Киселёв, Валентин Кузьмич        | преподаватель Орловского педагогического университета                           | КПРФ                   | 32,80% (перевыборы)   |
|                                    | 10-й Заводского района      | Алексеев, Николай Павлович       | доцент Орловского педагогического университета                                  | -                      | 35,18% (перевыборы)   |
|                                    | 11-й Заводского района      | Жидова, Мария Васильевна         | директор Шаблыкинского филиала АО «Исток»                                       | КПРФ                   | 35,68% (перевыборы)   |
|                                    | 12-й Заводского района      | Шорин, Валерий Николаевич        | -                                                                               | КПРФ                   | 35,64% (перевыборы)   |
|                                    | 13-й Заводского района      | Гаврилов, Виктор Ильич           | директор АО «Дормашина»                                                         | -                      | 25,11%                |
|                                    | 14-й Заводского района      | Николаев, Виктор Семёнович       | -                                                                               | КПРФ                   | 38,92% (перевыборы)   |
| Советский район                    |                             |                                  |                                                                                 |                        |                       |
|                                    | 15-й Советского района      | Зотиков, Алексей Алексеевич      | -                                                                               | КПРФ                   | 29,64%                |
|                                    | 16-й Советского района      | Шишков, Алексей Анатольевич      | методист Орловской региональной академии государственной службы                 | -                      | 31,18% (перевыборы)   |
|                                    | 17-й Советского района      | Холодков, Анатолий Петрович      | -                                                                               | -                      | 30,95% (перевыборы)   |
|                                    | 18-й Советского района      | Савин, Валерий Иванович          | -                                                                               | КПРФ                   | 30,16%                |
|                                    | 19-й Советского района      | Бобков, Георгий Александрович    | врач областного врачебно-физкультурного диспансера                              | КПРФ                   | 31,26% (перевыборы)   |
| Город Ливны                        |                             |                                  |                                                                                 |                        |                       |
|                                    | 20-й города Ливны           | Рудикова, Екатерина Михайловна   | начальник административно-хозяйственного отдела администрации города Ливны      | -                      | 38,32%                |
|                                    | 21-й города Ливны           | Востриков, Николай Алексеевич    | -                                                                               | КПРФ                   | 29,09%                |
|                                    | 22-й города Ливны           | Жилин, Григорий Петрович         | директор Ливенского политехнического колледжа                                   | -                      | 31,08%                |
| Город Мценск                       |                             |                                  |                                                                                 |                        |                       |
|                                    | 23-й города Мценск          | Кирин, Анатолий Михайлович       | глава администрации города Мценска                                              | -                      | 28,88%                |
|                                    | 24-й города Мценск          | Цуканов, Валентин Ефремович      | начальник казначейства по городу Мценску и Мценскому району                     | КПРФ                   | 32,19%                |
|                                    | 25-й города Мценск          | Швец, Сергей Николаевич          | главный врач Мценской центральной больницы                                      | -                      | 31,60%                |
| Остальные районы Орловской области |                             |                                  |                                                                                 |                        |                       |
|                                    | 26-й Болховский             | Кучинов, Александр Александрович | директор АО «Болховмебель»                                                      | -                      | 50,07%                |
|                                    | 27-й Верховский             | Толстых, Виктор Тимофеевич       | первый заместитель главы Верховской районной администрации                      | -                      | 50,84%                |
|                                    | 28-й Глазуновский           | Коновалова, Тамара Николаевна    | -                                                                               | -                      | 60,76%                |
|                                    | 29-й Дмитровский            | Алимов, Николай Иванович         | глава администрации Дмитровского района                                         | КПРФ                   | 62,09%                |
|                                    | 30-й Должанский             | Фомин, Анатолий Иванович         | начальник подсобного хозяйства УМГ РП «Мострансгаз»                             | КПРФ                   | 58,65%                |
|                                    | 31-й Залегощенский          | Рыбаков, Илья Арсентьевич        | глава администрации Залегощенского района                                       | КПРФ                   | 63,63%                |
|                                    | 32-й Колпнянский            | Шмельков, Марат Николаевич       | -                                                                               | -                      | 53,69%                |
|                                    | 33-й Краснозоренский        | Пониткин, Владимир Михайлович    | директор КСП «Троицкое» Верховского района                                      | -                      | 65,92%                |
|                                    | 34-й Кромской               | Швецов, Михаил Иванович          | -                                                                               | -                      | 53,66%                |
|                                    | 35-й Ливенский              | Неклюдова, Нина Алексеевна       | директор Козьминской средней школы Ливенского района                            | КПРФ                   | 59,59%                |
|                                    | 36-й Ливенский              | Тарнавский, Владимир Степанович  | глава администрации Ливенского района                                           | -                      | 65,54%                |
|                                    | 37-й Малоархангельский      | Шалимов, Иван Федорович          | директор КСП «Протасовское»                                                     | -                      | 74,26%                |
|                                    | 38-й Мценский               | Докукин, Виктор Семенович        | директор ВНИИ селекции плодовых культур                                         | -                      | 58,21%                |
|                                    | 39-й Новодеревеньковский    | Злобин, Алексей Семенович        | глава администрации Новодеревеньковского района                                 | Аграрная партия России | 63,91%                |
|                                    | 40-й Новосильский           | Курдамон, Александр Васильевич   | директор райкооппищекомбината Новосильского района                              | -                      | 68,71%                |
|                                    | 41-й Орловский              | Кондрашов, Николай Павлович      | директор дорожно-строительного управления-2                                     | -                      | 40,38%                |
|                                    | 42-й Орловский              | Селиверстов, Леонид Павлович     | -                                                                               | -                      | 46,19%                |
|                                    | 43-й Орловский              | Аверкиев, Алексей Иванович       | глава администрации Орловского района                                           | -                      | 47,43%                |
|                                    | 44-й Орловский              | Тихомиров, Владимир Иванович     | глава фермерского хозяйства Болховского района                                  | -                      | 63,98%                |
|                                    | 45-й Покровский             | Бурых, Иван Алексеевич           | председатель КДХ «Заря коммунизма» Покровского района                           | -                      | 74,31%                |
|                                    | 46-й Свердловский           | Власов, Виктор Степанович        | председатель колхоза им. Куйбышева Свердловского района                         | -                      | 57,41%                |
|                                    | 47-й Троснянский            | Троицкий, Геннадий Викторович    | главный врач Троснянской центральной районной больницы                          | -                      | 72,39%                |
|                                    | 48-й Урицкий                | Соболев, Владимир Владимирович   | генеральный директор Орловского областного центра рыночных отношений «Развитие» | -                      | 55,37%                |
|                                    | 49-й Хотынецкий             | Кононыгин, Анатолий Сергеевич    | редактор газеты «Орловская правда»                                              | -                      | 68,05%                |
|                                    | 50-й Шаблыкинский           | Володин, Николай Андреевич       | -                                                                               | КПРФ                   | 65,53%                |

## Комитеты
25 марта 1994 года состоялось организационное заседание областной Думы. Были сформированы комитеты:
| Депутат | Депутат                        | Должность или комитет                                                                           |
| ------- | ------------------------------ | ----------------------------------------------------------------------------------------------- |
|         | Володин, Николай Андреевич     | Председатель Думы                                                                               |
|         | Коновалова, Тамара Николаевна  | Заместительница председеталя Думы                                                               |
|         | Швецов, Михаил Иванович        | Председатель комитета по организации работы областной Думы и вопросам местного самоуправления   |
|         | Зотиков, Алексей Алексеевич    | Председатель комитета по вопросам социальной политики                                           |
|         | Шмельков, Марат Николаевич     | Председатель комитета по связям со средствами массовой информации и общественными организациями |
|         | Савин, Валерий Иванович        | Председатель комитета по законодательству и правовому регулированию                             |
|         | Селиверстов, Леонид Павлович   | Председатель комитета по аграрным вопросам, экологии и природопользованию                       |
|         | Мац, Станислав Борисович       | Председатель комитета по промышленности, строительству и сфере обслуживания                     |
|         | Хахичев, Владимир Дмитриевич   | Председатель комитета по бюджету, налогам и экономической реформе                               |
|         | Соболев, Владимир Владимирович | Председатель мандатной комиссии                                                                 |
|         | Алимов, Николай Иванович       | Председатель регламентной думы                                                                  |

Первая сессия утвердила состав комитетов, а также Регламент областной Думы, временное Положение об обеспечении деятельности депутатов, документы, регламентирующие работу Думы, ее комитетов и комиссий.

## Интересные факты
- Явка на выборах в городах была сильно меньше, чем в районах. Самая высокая явка была зафиксирована в Покровском и Малоархангельском районах (74%).
- Дума примечательна тем фактом, что на первом же заседании приняла популистское решение о переименовании областного парламента в Орловский областной совет народных депутатов.
- Среди депутатов Думы было несколько действующих глав городов и районов
- 19 января 1996 года Областная Дума приняла Устав (Основной закон) Орловской области, а также утверждила Закона «О местном самоуправлении в Орловской области», положившего начало реформе этого института власти в области, определившего статус муниципальных образований. Закон наделил большими полномочиями органы местного самоуправления.
- За четыре года областная Дума провела 41 заседание, 4 слушания, 3 совещания с депутатами представительных органов местного самоуправления. Принято 67 законов, 397 других нормативно-правовых актов.